# Tove Nielsen
Tove Nielsen, född 8 april 1941, är en dansk politiker. Hon tillhör Venstre, det danska liberala partiet.

## Biografi
Tove Nielsen är dotter till överläraren Niels Sofus Nielsen och Mary Marie Mikkelsen. Hon tog studenten från Nykøbing Mors Gymnasium 1960 och tog en lärarexamen 1964 vid Skive Seminarium. Det var under tiden vid lärarseminariet som Nielsen blev politiskt aktiv. Efter avlagd examen blev Nielsen anställd som lärare inom Skives kommunala skolväsen, och arbetade där fram till 1973, då hon blev undervisningsminister.
Under åren 1963-1966 var Nielsen ordförande för Venstres Ungdom (VU) i Skive med omnejd. Därefter blev hon ordförande för VU i Viborg Amt och kom sedermera med i VU:s landsstyrelse. Nielsen hade sedan tidigare strävat efter en plats i Folketinget och 1968 ställdes hon upp som kandidat och blev suppleant 1972, men hon åkte ur vid valet året efter. Detta kom dock att kompenseras med att Poul Hartling utsåg Nielsen till att bli den tillträdande Venstreregeringens undervisningsminister. Vidare satt hon med i partiets huvudstyrelse 1974-94 och arbetade som konsult för Dansk Arbejdsgiverforening 1978-1992.

## Åren som undervisningsminister
Tove Nielsen blev således Danmarks undervisningsminister, och tillträdde 19 december 1973. Hon var då den näst yngsta undervisningsministern som innehaft posten. Nielsen fortsatte det reformarbete av den danska folkskolan (grundskolan) som tidigare regeringar hade påbörjat. I sitt arbete ställde hon sig upp för bevarandet av nivådelningen av elever i skolämnena samt betygen, slutprov och examina, vilket gick emot den linje som Socialdemokraterna hade fört och förde. Hon var dock enig med Socialdemokraterna om att bevara den s.k. odelade skolan. Större reformer uteblev dock under Nielsens ministertid, som kännetecknades av omfattande nedskärningar inom utbildningsområdet.. Däribland blev upprättandet av ett universitet på sydvästra Jylland skrinlagt. Däremot lade hon 1974 fram ett förslag som byggde på 1958 års skollag. Lagen från 1958 slog fast att en skola inte kunde läggas ned om 80 % av alla röstberättigade inom ett skoldistrikt önskade att låta en skola få fortsätta sin verksamhet. Nielsens förslag gick ut på att procentandelen skulle sänkas från 80 % till 50 % av de röstberättigade. Det innebar alltså att endast hälften av alla röstberättigade inom ett skoldistrikt, behövde rösta emot nedläggningen av en skola för att kunna låta den få fortsätta med sin verksamhet. Det blev dock aldrig någon verklighet av detta förslag.
Nielsen påbörjade arbetet med upprättandet av:
- Utbildningsrådet för de vidaergående utbildningarna
- Utbildningsrådet för grundskolan
- Utbildningsrådet för ungdoms- och vuxenundervisning

Dessa "utbildningsråd" hade tillsammans med de tidigare upprättade Det Centrale Uddannelsesråd (CUR) och Uddannelsesrådet (Sektorrådet) for de Fortsatte Skoleuddannelser till uppgift att "styrka" planläggningen av de danska utbildningarna. I dessa råd medverkade även personer utanför ministerierna. Dessa råd existerade åren 1973-1982. Arbetet med dessa råd hade påbörjats av Nielsens föregångare, Ritt Bjerregaard. Nielsen tog över och fortsatte där Bjerregaard slutade, fram till 1975, då Bjerregaard efterträdde Nielsen och fortsatte där Nielsen slutade. Mycket av Bjerregaards arbete kom därmed att grunda sig på just Nielsens förslag till reformer.
1974 genomförde Nielsen en överföring av Danmarks Journalisthøjskole och Institut for Presseforskning från Statsministeriet till Undervisningsministeriet.
Under sin ministertid kom kritik från Dansk Arbejdsgiverforening som påstod att "elevernas grundläggande kunskaper i danska och matematik är för tunt, och att folkskolan i för hög grad vänjer eleverna vid att arbete skall vara lustbetonat". Nielsen hade tidigare uttryckt sig följande i facktidningen Folkeskolen: "Folkskolan är för mig det grundläggande i all utbildning, därför måste vi sörja för, att eleverna, när de lämnar folkskolan, är rustade till att ta sig an de uppgifter, som ligger i samhället, att man har grundkunskaperna i sin ordning".
Under Nielsens tid som minister blossade Indoktrineringsdebatten upp där bland andra undervisningsdirektören Asger Baunsbak-Jensen hävdade att tio procent av lärarna i sin undervisning försökte indoktrinera eleverna i en marxistisk riktning. Detta var ett uttalande som Nielsen ställde sig bakom och stöttade, vilket hon offentliggjorde redan dagen efter Baunsbak-Jensens uttalande. Likt Baunsbak-Jensen hävdade också Nielsen att de lärare som inte ville upphöra med att "indoktrinera" borde välja att arbeta på en friskola, istället för på de kommunala skolorna.
Nielsen innehade posten som undervisningsminister i endast 14 månader innan regeringen föll, och hon var tvungen att lämna den 13 februari 1975. Hon hade därmed inte tillräckligt med tid för att få igenom de reformer av skolväsendet som hon och hennes parti förespråkade. Reformerna i sin helhet lades på is då det var Socialdemokraterna som blev Venstreregeringens efterträdare. Nielsens efterträdare, Ritt Bjerregaard, kom dock att använda hennes förslag till reformer som grund för att kunna åstadkomma ett brett flertal i Folketinget om en reform av skolväsendet. Bland annat genomförde hon Nielsens planer på att begränsa åtgången till universitetsutbildningarna, som till dels var en ekonomisk åtgärd för att spara pengar. En annan reform under Bjerregaards mandatperiod var historieämnets drastiskt minskande betydelse och plats i undervisningen, som grundade sig på Nielsens förslag om att helt avskaffa historieämnet till förmån för det hon benämnde som mera "samhällsrelevanta" ämnen.
Efter sin avgång som minister blev Nielsen ordförande för Liberalt Oplysnings Forbund, LOF, 1975-1978. Hon blev också utsedd till kommendör av Dannebrogsorden 1975.

## Efterföljande år och åren som Europaparlamentariker
Trots sin förlust av undervisningsministerposten lyckade Nielsen bli invald till Folketinget 1975. Hon blev inte återvald vid nästa val 1977, men blev återigen invald 1979. 1980 frånträdde hon dock sitt mandat då hon ansåg att hon endast tilldelades betydelselösa ordförandeskap och nämndeposter. Samma år valdes hon till Europaparlamentet och var den av Venstres kandidater som fick flest röster 1979 och 1984. Hon blev sitt partis spetskandidat till Europaparlamentet genom hela 1980-talet fram till 1994, då hon inte blev omvald. Under sin tid i Europaparlamentet var hon bland annat ordförande för delegationen för förbindelserna med Israel 1983-1984. Hon var även under flera omgångar vice ordförande för Gruppen Alliansen liberaler och demokrater för Europa (ALDE). Därutöver har hon varit medlem av utskottet för sociala angelägenheter och sysselsättning, samt utskottet för ekonomi, valutafrågor och industripolitik.
I mars 2009 meddelades det i Jyllands-Posten att man kunde redovisa namnen på danska europaparlamentariker som, utöver sin obligatoriska pension från Folketinget, mottog extra pensioner från en omstridd fond som skattefritt opererade i Luxemburg. Bland namnen fanns Tove Nielsen med på listan. Fonden stängdes för nya medlemmar sommaren 2009, men på agendan stod en diskussion om de europeiska skattebetalarna skulle stå för det tresiffriga miljonunderskottet som fanns i fonden.